# Il gioco del destino e della fantasia
Il gioco del destino e della fantasia (Gūzen to sōzō) è un film a episodi del 2021 diretto da Ryūsuke Hamaguchi.
È stato presentato in concorso al 71º Festival di Berlino, dove ha vinto l'Orso d'argento, gran premio della giuria.

## Trama

### Magia (o qualcosa di meno rassicurante)
Quando Meiko si rende conto dai racconti della sua miglior amica che l'uomo con cui sta iniziando una relazione è il suo ex ragazzo, con cui ha rotto due anni prima, non sa bene che fare.

### Porta spalancata
Un professore universitario di mezz'età vince il premio Akutagawa. Un suo studente, che è stato bocciato da lui, architetta un piano per farlo licenziare, con l'aiuto di una riluttante compagna di classe più grande.

### Ancora una volta
Una sistemista, disoccupata a causa di un virus informatico che nel 2019 ha costretto il mondo ad abbandonare internet e tornare a posta e telegrammi, partecipa per la prima volta in vent'anni alla classica rimpatriata dei suoi ex compagni d'università. Incontra poi una casalinga con un figlio che sembra essere proprio la compagna di corso che mancava alla rimpatriata e che lei cercava con apprensione.

## Distribuzione
In Italia, è stato presentato in anteprima al Far East Film Festival di Udine il 28 giugno 2021 ed è stato distribuito nelle sale cinematografiche da Tucker Film a partire dal 26 agosto 2021.

## Riconoscimenti
- 2021 - Festival di Berlino[2]
  - Orso d'argento, gran premio della giuria
  - In concorso per l'Orso d'oro
- 2022 – National Society of Film Critics[5]
  - Miglior regista a Ryūsuke Hamaguchi